# Bad Gottleuba-Berggießhübel
Bad Gottleuba-Berggießhübel (česky zastarale Kotlíbov) je lázeňské, dříve hornické město v německé spolkové zemi Sasko, přibližně 35 kilometrů jihovýchodně od centra Drážďan. Nachází se v zemském okrese Saské Švýcarsko-Východní Krušné hory a má přibližně 5 500 obyvatel.

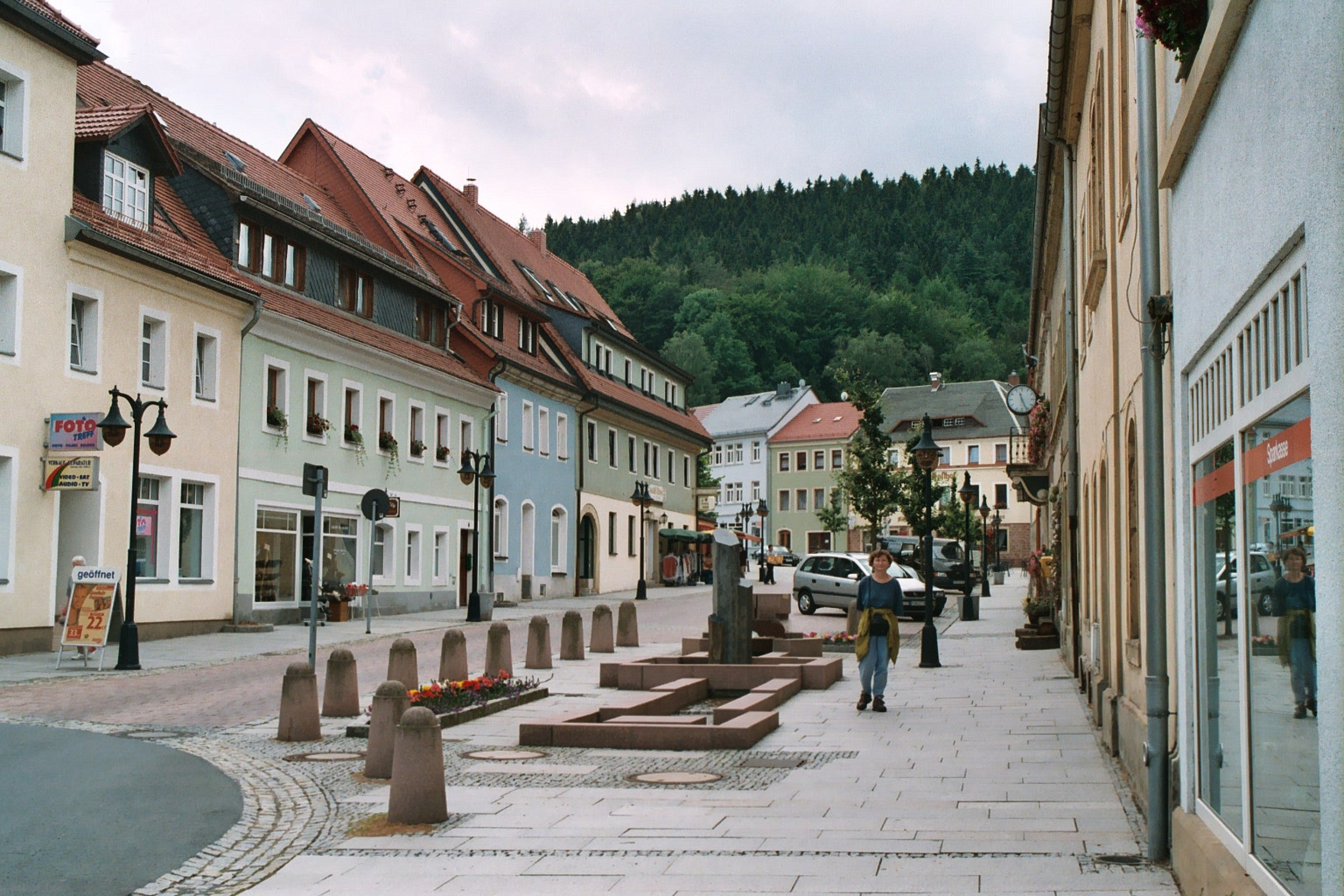
Bad Gottleuba - pohled na Hlavní ulici

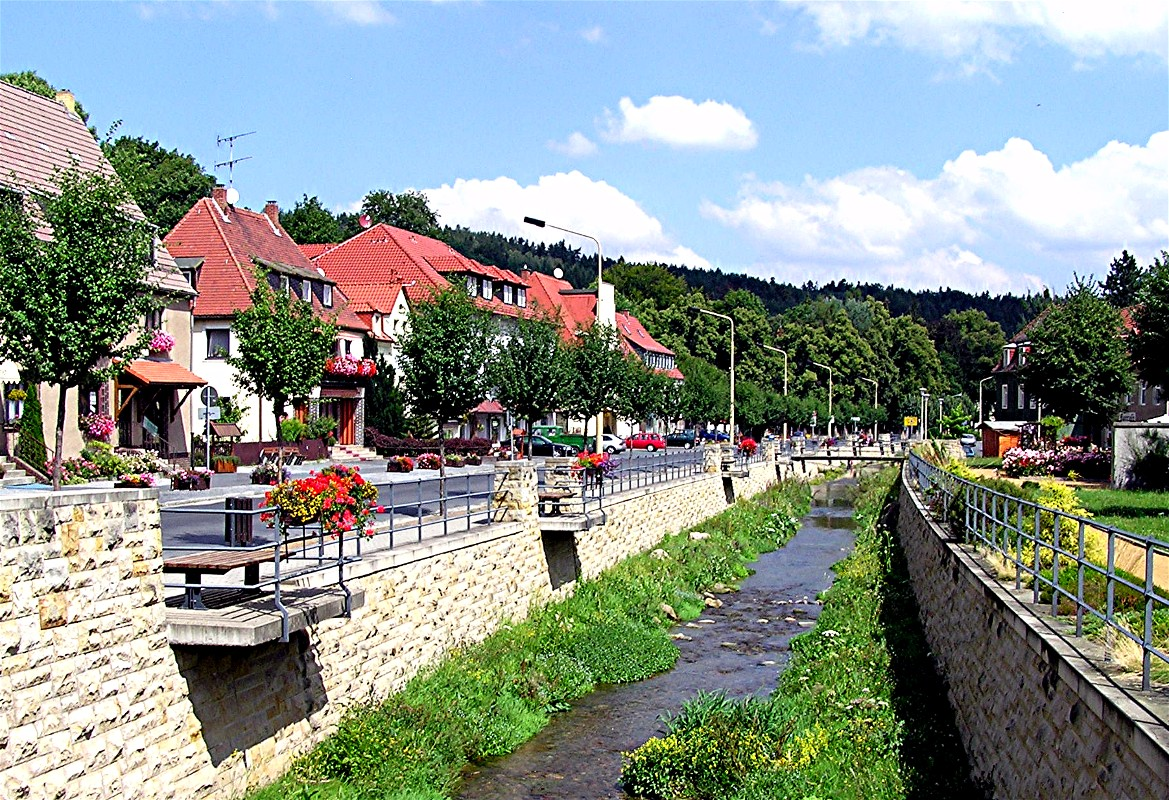
Pohled na Lázeňskou promenádu v lázních Berggießhübel

## Poloha
Město se nachází na pomezí východního Krušnohoří a Labských pískovců. Leží poblíž dálnice A 17, která spojuje saskou metropoli s Čechami. Nejnižší bod se nalézá v údolí řeky Gottleuba ve výšce 211 metrů nad mořem. Nejvyšší bod se nalézá na hranici s Českou republikou ve výšce 644 metrů (Oelsener Höhe). Centrální části Bad Gottleuba a Berggießhübel se rozprostírají ve výšce 300-450 metrů nad mořem.

## Správní členění
Bad Gottleuba-Berggießhübel se dělí na 12 místních částí.
- Kurort Bad Gottleuba
- Bahra
- Kurort Berggießhübel
- Börnersdorf
- Breitenau
- Forsthaus
- Hellendorf
- Hennersbach
- Langenhennersdorf
- Markersbach
- Oelsen
- Zwiesel

## Historie
S osidlováním regionu bylo započato roku 1140 českými knížaty. Důvodem byla zejména strategická poloha poblíž obchodních tras, např. z Halle přes Gottleubu do Ústí nad Labem. Následný rozvoj regionu byl pak určován šlechtickými rody z Liebstadtu, Weesensteinu, Dohny a z Pirny, kteří z pověření českých knížat a králů dosazovali na dané území lokátory, jež organizovali osidlování regionu a lákali sem na výhodné podmínky osídlence. Přicházeli sem především kolonisté z Durynska, Hesenska, Frank, ale i německy mluvící obyvatelé severních Čech. Pro vesnice byly typické řadové domky.
Okolo roku 1240 začala v oblasti druhá vlna osidlování. Český král Václav I. podporoval kolonizaci hlavně kvůli nově objeveným nalezištím kovů v Krušných horách. Okolo roku 1241 objevili totiž němečtí sedláci z Chebu poblíž Komáří hůrky krystaly cínu. Nález byl tehdy tak významný, že ceny cínu na světovém trhu spadly na polovinu.
Později ve středověku se hranice českého království často měnila. Oblast tak několikrát připadla míšeňskému markrabství.
Současné město vzniklo na základě správní reformy roku 1999 sloučením lázní Bad Gottleuba a Berggießhübel, stejně tak i obcí Langenhennersdorf a Bahratal.

### Gottleuba
Hornické město Gottleuba je v pramenech poprvé zmíněno k roku 1363 (Gotlavia). Městské osídlení je ale s největší pravděpodobností ještě starší, jelikož byl zdejší kostel zmíněn už v roce 1352. Další prameny dosvědčují, že bylo místo založeno už před rokem 1294. Tehdy byl region Gottleuby spravován jako říšské léno hrabaty z Dohny. Počet obyvatel okolo roku 1300 se odhaduje na 250.
Založení osídlení bylo tehdy spojeno i s vznikem opevnění, které bylo vystavěno v prostoru kostela a hřbitova. Pod tímto prostorem se nacházel také jez na řece Gottleuba. Další opevnění se nalézalo jižně v nedaleké vsi Erdmannsdorf. Obě opevnění byla protipólem českých opevnění na druhé straně hranice a sloužila jako kvartýr pro jezdce a kupce, kteří cestovali z Pirny a Dohny přes Erdmannsdorf a Oelsen do Čech.
Podnětem pro rozvoj osídlení ale nebyli projíždějící obchodníci, nýbrž nově nalezená naleziště kovů v okolí. Půdorys Gottleuby s nepravidelnou strukturou jednoznačně dosvědčuje živelnou výstavbu, jejíž hospodářská základna mohla být spojena jen s hornictvím. Obchod a zemědělství tak měly na počátku jen podřadný význam.
V oblasti byly ve vrcholném středověku objeveny ložiska železné rudy, stříbra i mědi. Tato naleziště postupně přilákala horníky z Freibergu, Ehrenfriedersdorfu, ale i ze severního Durynska a pohoří Harz. V oblasti se těžilo po několik staletí. Poslední (stříbrná) štola byla uzavřena teprve roku 1889. Roku 1463 obdržela Gottleuba městské právo. Krátce předtím, roku 1459, připadla na základě Chebské smlouvy míšeňskému markrabství. S bouřlivým rozvojem města došlo i k rozvoji řemesel a obchodu, který profitoval z blízkosti obchodních tras. Už v 16. století byly zdejší cechy vybaveny zvláštními kupeckými právy (např. bylo povoleno pořádat jarní a podzimní trhy apod.)
V 2. polovině 19. století bylo započato s rozvojem lázeňství (první lázeňští hosté dorazili roku 1861). Stalo se tak díky zdejší rašelině a vodě s vysokým obsahem železa. První pramen byl objeven už roku 1828. Mezi lety 1909-1913 zde byl dokonce vystavěn léčebný ústav. Roku 1936 byl městu udělen oficiální titul lázně - "Bad", který byl začleněn do názvu města. Mezi lety 1954 až 1989 sem každoročně přijelo na léčení 5 000 hostů. Od roku 1991 bylo sanatorium pod označením "Léčebný park Bad Gottleuba" (Gesundheitspark Bad Gottleuba) provozováno společností TRIA Immobilienanlagen- und Verwaltungs-GmbH (s.r.o.) se sídlem v Berlíně. V roce 2013 byl Léčebný park začleněn do společnosti MEDIAN, která provozuje léčebné kliniky po celém Německu.
Jelikož bylo město v historii častokrát postiženo velkými povodněmi, byla na jeho ochranu mezi lety 1965-1974 zřízena přehrada (Talsperre Gottleuba). Přehradní hráz je vysoká 52 metrů a na délku má 327 metrů. Vodní plocha má 174 ha. Důležitou úlohu sehrála přehrada během stoleté vody v roce 2002. I tak vznikly ve městě rozsáhlé škody ve výši 6 milionú eur.
1. ledna 1999 došlo ke sloučení města Bad Gottleuba, Berggießhübel a dvou dalších obcí, čímž vznikl nový správní celek s názvem Bad Gottleuba-Berggießhübel.

### Berggießhübel
Berggießhübel byl poprvé zmíněn roku 1457 jako „Gißhobel, das dorff“. Území bylo pravděpodobně osídlené již předtím, ale nejdříve po roce 1379. Městské právo obdrželo sídlo až roku 1548. Za třicetileté války těžba v regionu téměř zcela ustala.
Roku 1717 byl v lokalitě při ražbě štoly objeven léčivý pramen. Další pramen byl objeven o pět let později. Poté byl postaven první lázeňský dům a město obdrželo právo várečné. Za napoleonských válek byla oblast roku 1813 obsazena francouzskými jednotkami, které po sobě zanechaly spoušť. I lázeňství zůstalo na delší dobu ochromeno. K jeho oživení došlo až roku 1822.
Roku 1880 byla do města zavedena železnice, jež vedla do Pirny. Roku 1905 byla železnice prodloužena až do sousední Gottleuby. V roce 1927 bylo město postiženo katastrofální povodní. Obnova zničených lázní trvala několik let. Roku 1942 byla uzavřena poslední štola.
Po druhé světové válce bylo započato s obnovou provozu lázní a s výstavbou nejvýznamnějšího lázeňského střediska v Německé demokratické republice.
Roku 1993 zde byla zřízena nová klinika MEDIAN (MEDIAN-Klinik). 1. ledna 1999 došlo ke sloučení města Bad Gottleuba, Berggießhübel a dvou dalších obcí, čímž vznikl nový správní celek s názvem Bad Gottleuba-Berggießhübel.

## Pamětihodnosti a zajímavosti

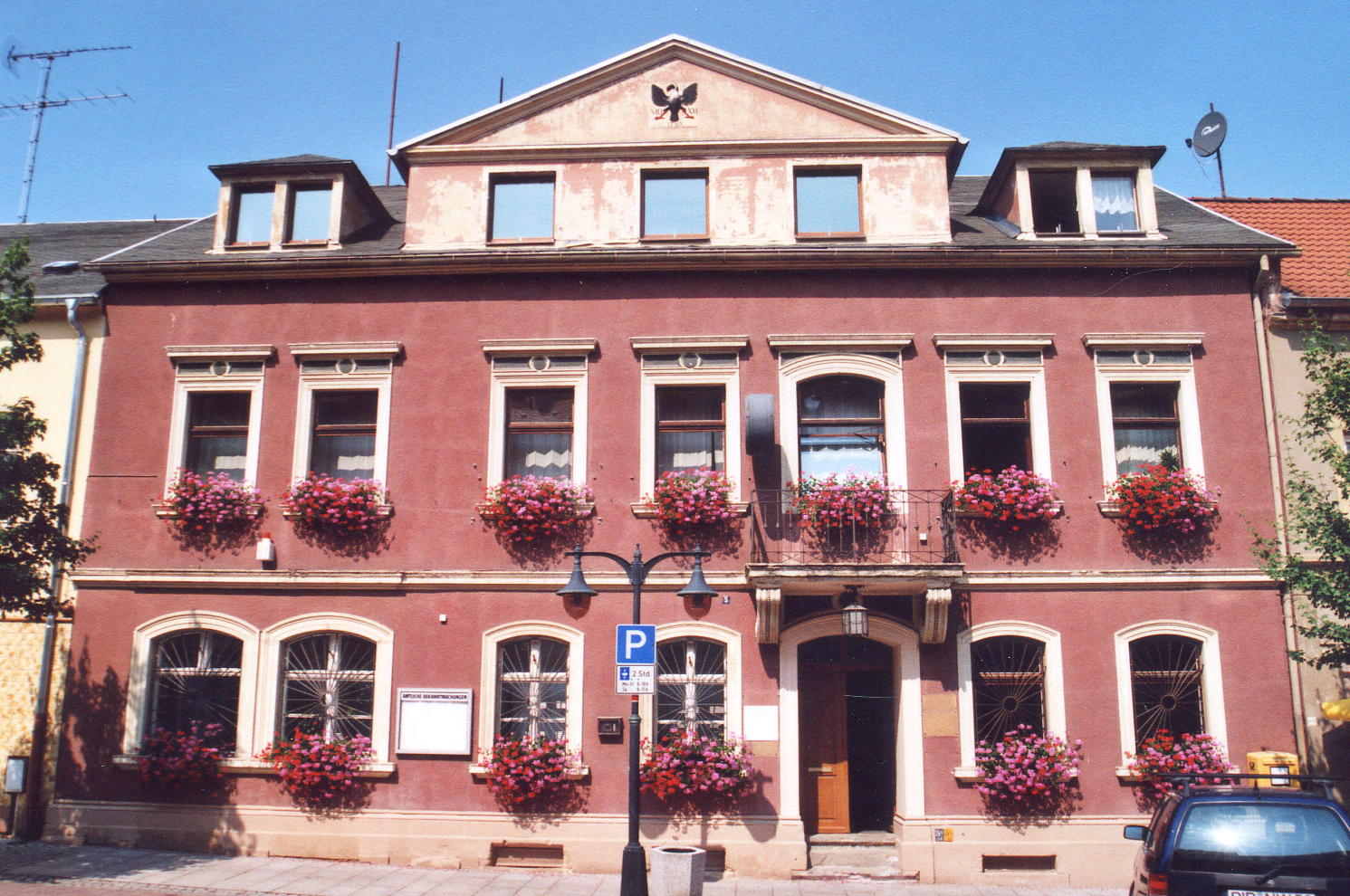
Bad Gottleuba - budova radnice

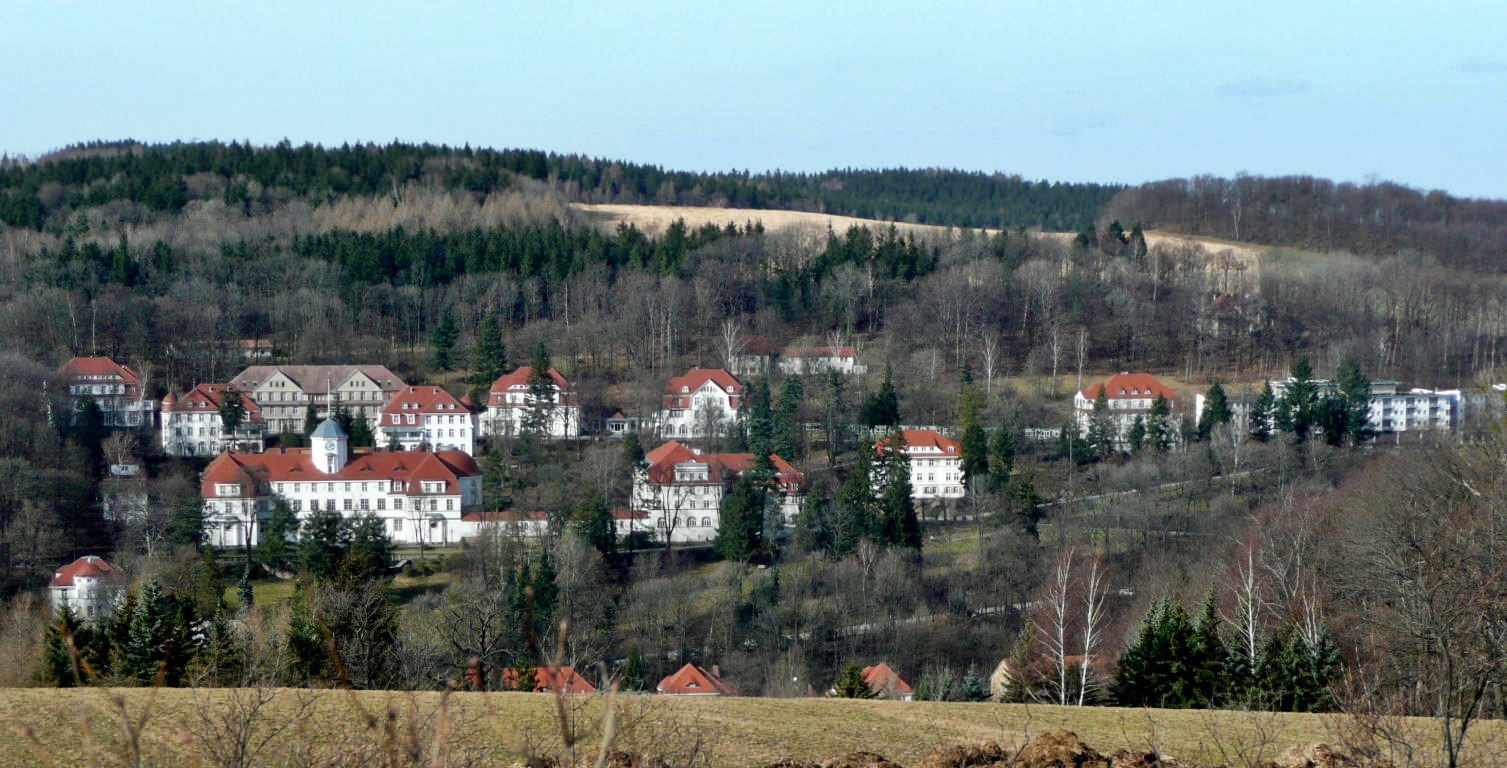
Bad Gottleuba - Léčebný park

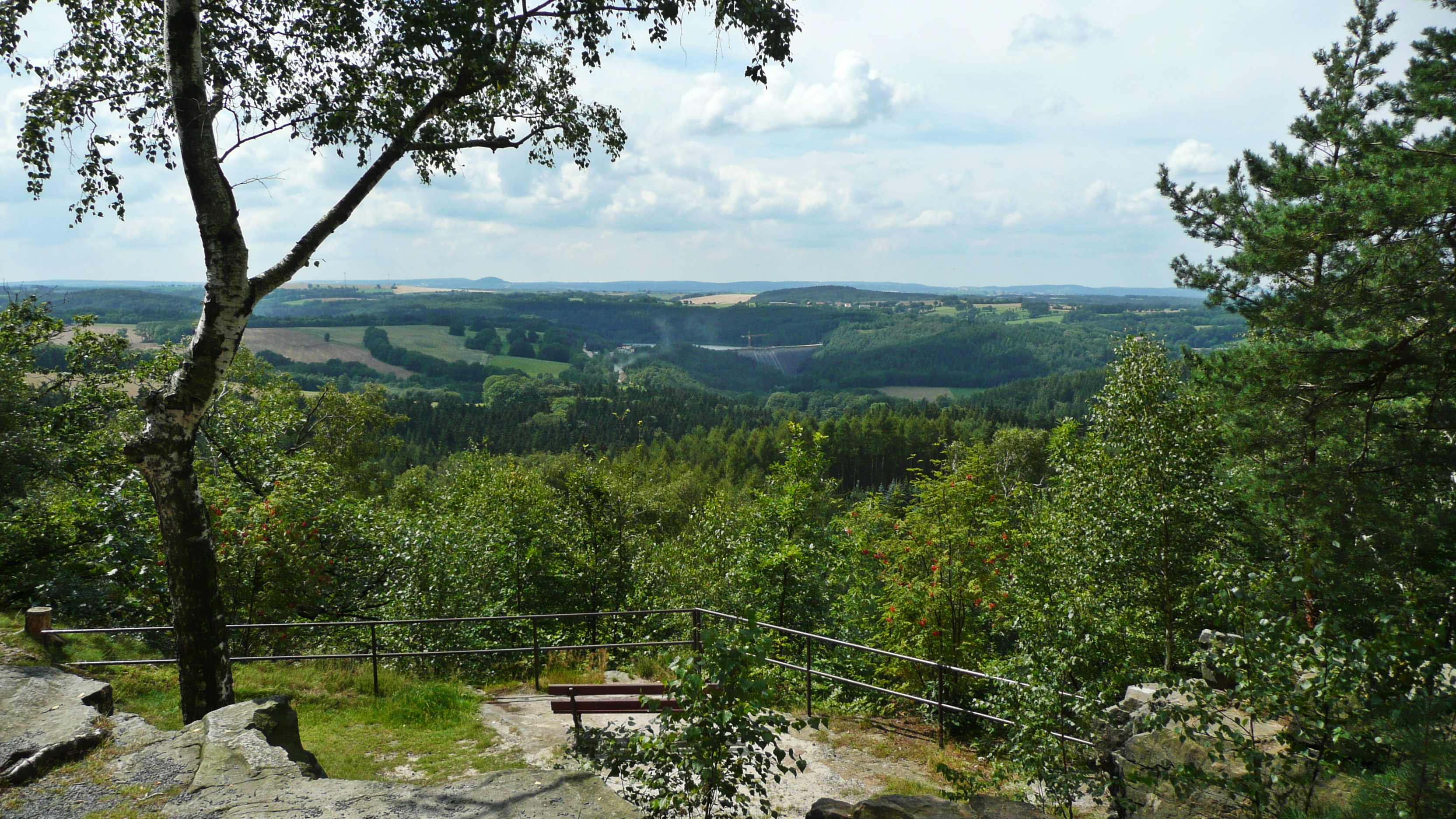
Pohled z hory Augustusberg směrem na severozápad k přehradě

### Bad Gottleuba
- kostel Svatého Petra (Sankt-Petri-Kirche) - nejstarší stavba ve městě, věž pochází pravděpodobně ze 13. století, loď vykazuje znaky pozdní gotiky (1525), stropní fresky pochází zřejmě od školy malíře Lucase Cranacha
- kašna (Gesundbrunnen) na centrálním náměstí (Markt)
- Léčebný park (Gesundheitspark) - unikátní komplex z let 1909-1913 zahrnuje 34 secesních budov a 28 hektarů velký park, jednalo se o největší léčebný ústav v Sasku, rehabilitační centrum se skládá z 6 odborných klinik, nalézá se zde i česko-německé vzdělávací centrum pro rehabilitaci a balneologii
- budova radnice
- Goethův lázeňský park (Goethepark)
- mlýn (Bähr-Mühle) - jediný provozuschopný mlýn v údolí řeky Gottleubatal, technické vybavení pochází převážně z let 1898-1927
- vodní nádrž Gottleuba
- hora Augustusberg (507 m n. m.) s možností výhledu na východní Krušnohoří a nedalekou přehradu

### Berggießhübel
- lázeňská promenáda podél řeky Gottleuba
- Evangelicko-luteránský kostel - novogotická stavba z roku 1876 nahradila původní kostel ze 16. století, který roku 1874 vyhořel
- katolický kostel Sv. Antonína (Sankt-Antonius-Kirche)
- Dům hosta (Haus des Gastes) - už roku 1722 zde byl vystavěn první lázeňský dům
- lázeňský dům „Johann-Georgen-Bad“
- městské muzeum (Museum Heimatstube)
- Vyhlídka Ericha Mörbitze
- Prohlídkový důl „Marie Louise Stolln“ - otevřen roku 2006, ve štole se těžila v letech 1726-1926 železná ruda
- vrch Panoramahöhe s Bicmarckovou věží (Bismarckturm), která slouží jako rozhledna, a s restaurací

## Hospodářství
Klíčovou pozici ve městě zaujímá lázeňství, které se v Berggießhübelu etablovalo již na počátku 18. století. Klinika MEDIAN se v současnosti specializuje na ortopedii a psychosomatiku. Roku 1993 vystavěná klinika má k dispozici 200 lůžek a zaměstnává 110 lidí (údaj z roku 2010). V Bad Gottleubě se začalo lázeňství rozvíjet na konci 19. století. V komplexu Léčebného parku MEDIAN se dnes nalézá 6 klinik, ve kterých je k dispozici na 650 lůžek. Celkem disponuje město Bad Gottleuba-Berggießhübel 1 208 lůžky. Mimo lázeňských hostů sem totiž přijíždí i řada turistů, kteří podnikají výlety do Východního Krušnohoří a Saského Švýcarska. Roku 2013 zde bylo zaregistrováno 255 552 přenocování.
Ve městě se nalézá i řada středně velkých podniků. Mezi nejvýznamnější zaměstnavatele v tomto ohledu patří:
- Eloma GmbH v Berggießhübelu (výroba kuchyňských technologií, 2012: ca 200 zaměstnanců)
- Bergi-Plast GmbH v Berggießhübelu (plastové technologie, 2013: ca 100 zaměstnanců)
- B. Braun Avitum Saxonia GmbH v Berggießhübelu (lékařské technologie, 2014: ca 200 zaměstnanců)
- MB Maschinenbau Berggießhübel GmbH v Berggießhübelu (strojírenské technologie)